# Кояново (Пермский край)
Кояново — село в Пермском районе Пермского края. Входит в состав Лобановского сельского поселения.

## География
Село расположено в верхнем течении реки Мулянка, примерно в 8,5 км к юго-востоку от административного центра поселения, села Лобаново и 25 км к югу от Перми. Непосредственно к востоку от села проходит автомобильная дорога Р-242 (Пермь — Екатеринбург). Ближайшая железнодорожная станция — Мулянка, находится примерно в 4,5 км к востоку от села.

## История
Населённый пункт впервые упоминается в письменных источниках с 1689 года как башкирская деревня Каянова. Он получил своё название от тюркского личного имени Куян (заяц, кролик). Другие названия — Тасимки или Тасимова.
Местные жители на протяжении XVII—XIX веках упорно отстаивали свои права на родовые вотчинные земли, что сопровождалось постоянными вооружёнными столкновениями с русскими крестьянами, которые требовали выселить отсюда башкир на их историческую родину — реку Тулву. В период Башкирского восстания 1735—1740 гг. село подверглось разорению со стороны русских крестьян, а жители укрылись в Кунгуре. В XVIII веке селяне занимались рудокопием (добычей и поставкой руды на металлургические заводы). Среди башкир в то время выделилась группа крупных предпринимателей, среди которых был Захар Михайлович Тасимов (Мухамет-Рахим Галин).
С конца XVIII до начала XX века Кояново — почтовая станция на Сибирском тракте. В XIX — начале XX вв. — это крупный исламский центр Западного Урала: здесь действовали две мечети. В 20-х годов XX века в селе существовал детский дом. В 1928 году возникли колхоз «Передовик» и ТОЗ (товарищество по совместной обработке земли), ставшее позднее колхозом «Путь к социализму». В декабре 1934 года появился третий колхоз — «VII съезд Советов». К августу 1950 года осталась одна сельхозартель — «Передовик», просуществовавшая до января 1960 года (влилась в состав ОПХ «Лобановское» на правах отделения). В 1930—1940-х годах здесь работала артель «Мебельщик». С 19 февраля 1936 по 1958 год в селе находилась контора Кояновской МТС.
В 1943 году сюда перевели из Перми татарское педагогическое училище, которое существовало до августа 1955 года: оно готовило учителей для национальных (татарских) начальных школ Пермской области.
Кояново являлось центром Кояновской волости Пермского уезда. До января 2006 года было центром Кояновского сельского совета, а до 2013 года — центром Кояновского сельского поселения.

## Население
| 2010 | 2012  | 2013  | 2021  |
| ---- | ----- | ----- | ----- |
| 1320 | ↗1330 | ↗1361 | ↗1544 |

Согласно переписи населения 2002 года в селе проживают татары, которые в основном представлены муллинскими татарами, происхождение которых связано с племенем гайна, которые уже с XIX века стали считать себя татарами, перешли на татарский язык и в 1930-х годах были записаны как татары.

## Религия
Мечети
- Мечеть

## Известные уроженцы
- Исмагил Тасимов — российский рудопромышленник

## Топографические карты
- Лист карты O-40-77 Юг. Масштаб: 1 : 100 000. Состояние местности на 1983 год. Издание 1985 г.